# 再生可能エネルギー普及拡大議員連盟
再生可能エネルギー普及拡大議員連盟（さいせいかのうエネルギーふきゅうかくだいぎいんれんめい）は、2016年3月に発足した、国産再エネのみならず、あらゆる観点から必要な再エネ政策について議論をする自由民主党の国会議員による議員連盟。
再エネの主力電源を目指し、比率目標の変更を進めていくとしている。

## 概要
東京電力福島第一原発事故から５年後の2016年3月に設立。メンバーは当初の20人程度から、2017年10月の衆院選後には90人を超えた。発足時の顧問には、麻生太郎、菅義偉、二階俊博、甘利明、河村建夫、山本一太らが名を連ねていた。会長は発足以来、元文部科学大臣の柴山昌彦。現在は、小泉進次郎が会長代理、顧問に河野太郎が就いている。初代事務局長には、洋上風力発電事業を巡る汚職事件で起訴された秋本真利が就いていた。
2023年8月に事務局長の秋元被告が東京地検特捜部の強制捜査を受けて以来、休眠状態だったが、2024年3月に再始動することとなり、秋本被告の後任の事務局長を三宅伸吾参院議員とする人事を承認した。